# Château de la Borie (Haute-Loire)
Le château de la Borie, à Chenereilles (Haute-Loire), en région Auvergne-Rhône-Alpes, est classé aux monuments historiques le 20 juillet 1972 .
Le domaine de La Borie est propriété de la famille de Veron de La Borie du XVIe siècle au XIXe siècle, lorsqu'il passe par héritage au marquis de Lenoncourt, qui fera restaurer le château en 1883.